# Manfred Buder
Pour les articles homonymes, voir Buder.
Temple de la renommée allemand :
Manfred Buder (né le 24 mars 1936 à Červená Voda et mort le 12 avril 2021) est un joueur professionnel allemand de hockey sur glace.

## Carrière
Manfred Buder joue 202 matchs avec l'équipe d'Allemagne de l'Est, où il est d'abord attaquant puis défenseur. Il participe à sept championnats du monde et aux Jeux olympiques de 1968.

## Palmarès
- Dix titres de championnat d'Allemagne de l'Est (1958–1965, 1969, 1970)
- Médaille de bronze du Championnat d'Europe 1966